# Dasyvalgus variegatus
Dasyvalgus variegatus är en skalbaggsart som beskrevs av Moser 1915. Dasyvalgus variegatus ingår i släktet Dasyvalgus och familjen Cetoniidae. Inga underarter finns listade i Catalogue of Life.